# Michael Regener
Michael Regener, alias Lunikoff et Luni (10 mai 1965 à Berlin-Est) est un chanteur d'extrême droite allemand. Il fut le dernier chanteur de Landser. La Haute Cour fédérale a interdit ce groupe en raison de la nature de la distribution du CD et de l'incitation au contenu en tant qu'organisation criminelle. Il est connu sous le pseudonyme de Lunikoff (dérivé d'une marque de vodka de la RDA). Pendant ce temps, il est un chanteur du groupe Die Lunikoff Verschwörung.

## Histoire
En 2001, Regener a été arrêté en tant que chanteur et compositeur de Landser en raison de la formation d'une organisation criminelle. Lors du procès qui s'ensuivit devant la cour d'appel de Berlin, il était proche du bassiste André M. et du batteur Christian W. des principaux prévenus. Le 22 décembre 2003, il a été condamné à trois ans et quatre mois d'emprisonnement, la bande ayant été qualifiée d'organisation criminelle par la Cour d'appel. En outre, il a également été condamné pour sédition dans deux affaires: propagande d'organisations anticonstitutionnelles et "demandes publiques d'infractions pénales, approbation d'infractions pénales, diffamation de l'État et de ses symboles et insultes dans une affaire".
Cette condamnation lui valut une sorte de statut de martyr sur la scène d'extrême droite, ce qui fit monter en flèche le prix du marché noir pour ses CD.
Regener s'est prononcé après le jugement de la Cour d'appel en révision et est donc resté jusqu'à la fin de la procédure d'appel en instance devant la Cour fédérale. Cependant, le 10 mars 2005, la Cour fédérale de justice a essentiellement confirmé le jugement rendu à son encontre. Il a toutefois libéré Regener de l'accusation d'avoir revendiqué publiquement des actes criminels. Cependant, cela n'a pas changé la condamnation de la Cour suprême. Après déduction de six mois de détention provisoire à la prison de Stuttgart-Stammheim, il ne lui restait donc que deux ans et dix mois d'emprisonnement, qu'il a purgés à la prison de Tegel le 11 avril 2005.
Le procès devant le Kammergericht de Berlin a également signifié la fin du groupe Landser. André M. et Christian W. ont fait de nombreuses déclarations à la police lors de leurs interrogatoires afin d'échapper à l'emprisonnement. Cela a entraîné la rupture entre les membres du groupe.
Au cours du procès, Regener a fondé un nouveau groupe appelé Die Lunikoff Verschwörung.
Les paroles du premier album sont terminées avant le verdict. La pertinence criminelle du retour de l'incompréhensible a été vérifiée avant la publication de plusieurs avocats. Le Centre d’examen fédéral des médias préjudiciables aux jeunes (BPjM) a ajouté le CD à l’index en novembre 2004 pour cause de contenu préjudiciable, mais l’a publié en janvier 2005 en raison d’une erreur de procédure.
Le Centre d’examen fédéral des médias préjudiciables aux jeunes (BPjM) a ajouté le CD à l’index en novembre 2004 pour cause de contenu préjudiciable, mais l’a publié en janvier 2005 en raison d’une erreur de procédure.
Les concerts du complot Lunikoff avaient souvent lieu dans un contexte de conspiration. Lors d'un concert organisé le 5 juin 2004 avec le groupe Spreegeschwader, la police est intervenue auprès d'un groupe de travail spécial, mais n'a pu faire que quelques annonces (deux pour porter des symboles anticonstitutionnels, un pour outrage et un pour violation de la protection de l'environnement). , Cependant, la SEK n’a commencé que lorsque les deux groupes ont déjà terminé leurs représentations.
Avant de payer sa peine restante de 2 ans et 10 mois le 11 avril 2005, Regener a donné son concert d'adieu à Pößneck, en Thuringe, lors du Congrès national du parti NPD.
Le 21 octobre 2006, une manifestation sous le slogan "Liberté pour Lunikoff - Laissez nos camarades sortir" a eu lieu à Berlin sous les auspices du NPD afin de travailler à la libération de Michael Regener. La manifestation sous la direction du chef du parti Udo Voigt s'est également arrêtée à la prison de Tegel. La manifestation a été approuvée par la justice et une contre-manifestation des Antifas, qui avait appelé à des fonctions, a eu lieu. Cependant, il n’ya pas eu d’incidents notables pendant le cours.
Regener a tenté début 2007 d'obtenir sa libération avec sursis, puisqu'il avait déjà purgé les deux tiers de sa peine. Le 4 janvier 2007, la chambre d'exécution pénale du tribunal de district de Berlin a approuvé la libération anticipée et la suspension de la peine restante à la probation. En conséquence, le parquet fédéral a immédiatement interjeté appel devant la cour d'appel de Berlin. Le 19 mars 2007, la Cour d'appel a infirmé la décision du tribunal régional. Michael Regener est sorti depuis le 27 février 2008.
Le 17 juin 2009, ses exigences en matière de leadership ont été renforcées. Il doit annoncer chaque concert avec la date et le lieu exact de la police et donner à la police l’accès à l’événement à tout moment. En conséquence, les concerts de son groupe, Die Lunikoff Verschwörung, étaient de moins en moins attrayants, car des vérifications personnelles approfondies, l'annulation ou la dissolution de l'événement peuvent être déclenchées à l'avance. Parmi les récentes apparitions, sa participation au Sachsentag des Jeunesses national-démocrates le 8 juin 2013. 
En octobre 2013, Regener est apparu à Munich dans un appartement partagé par des militants d'extrême droite.

## Discographie

### Landser
Albums
- 1998 : Deutsche Wut – Rock gegen Oben
- 2000 : Ran an den Feind

Autres
- 1992 : Lunikoff Demo '92
- 2000 : Das kleine Album
- 2001 : Amalek
- 2001 : Best of Landser
- 2001 : Best
- 2002 : Final Solution: The Early Years
- 2002 : Tanzorchester Immervoll …jetzt erst recht (Zusammenstellung von strafrechtlich unbedenklichen Liedern)
- 2003 : Rock gegen ZOG hepp hepp! …und noch einmal
- 2003 : Wer nichts zu verlieren hat, kann nur gewinnen (lizenzierte Kompilation)
- 2018 : Live in Berlin 1992

### Die Lunikoff Verschwörung
Albums
- 2004 : Die Rückkehr des Unbegreiflichen
- 2005 : Niemals auf Knien
- 2008 : Heilfroh
- 2011 : L-Kaida
- 2015 : Ebola im Jobcenter (PC-Records)
- 2017 : Öl in’s Feuer

Album live
- 2004 : Höllische Saat – Live in Mücka

Compilation
- 2014 : Über die Zeiten fort

### Albums solo
- 2012 : Vermindert schuldfähig (Old Lu & das Höllenfahrtskommando)
- 2013 : Teuts Söhne (Lunikoff & Der Baron)
- 2015 : Luni live! Barhocker Tour 2014 (indiziert)
- 2018 : Luni live! 2 – Ostberlin-Hillbilly Tour 2017